# Albert Nagnzaun

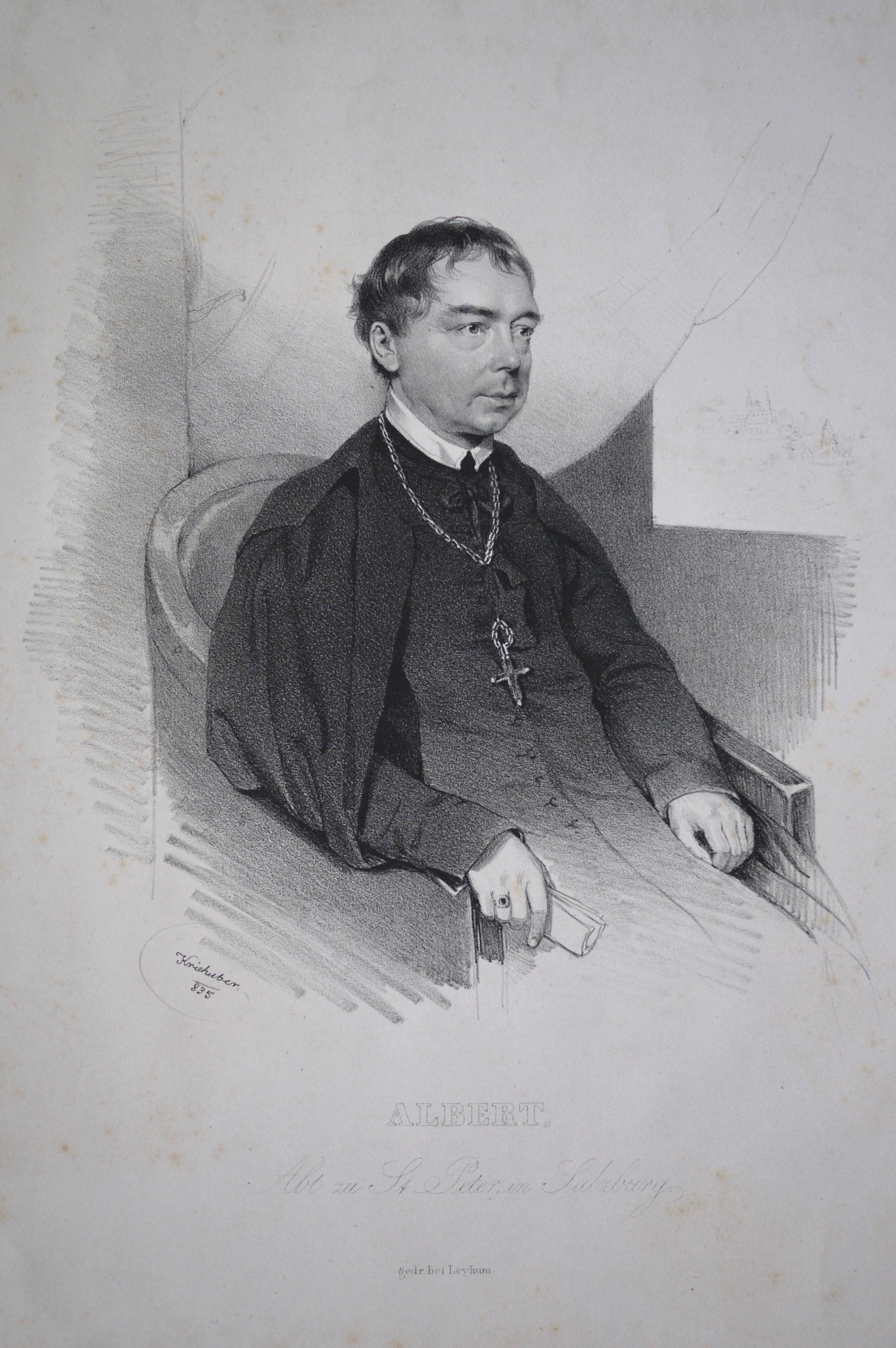
Albert Nagnzaun auf einer Lithographie von Josef Kriehuber (1835)

Albert Nagnzaun OSB (* 14. November 1777 in Salzburg als Georg Albert Nagnzaun; † 29. September 1856 ebenda) war ein österreichischer Geistlicher und der 79. Abt des Benediktinerstiftes Sankt Peter in Salzburg.

## Leben
Albert Nagnzaun wurde am 14. November 1777 als Sohn des fürsterzbischöflichen Kanoniers Franz Nagnzaun und der Maria Theresia Forster auf der Festung Hohensalzburg geboren und in weiterer Folge auf den Namen Georg Albert getauft. Die Bürgerfamilie Nagnzaun wird schon seit mehreren Jahrhunderten in Salzburg erwähnt und brachte einige Künstler, dabei vor allem Graveure, heraus. So berichtete unter anderem Benedikt Pillwein Wappen und Bilder aus dem 16. Jahrhundert mit der Unterschrift Nagnzaun gesehen zu haben. Ein Johann Nagnzaun war um das Jahr 1762 als Büchsenmeister auf Hohensalzburg tätig, wo dieser laut Pillwein ein Bild von Paracelsus gemalt hatte. Ein Franz Nagnzaun (* 1771) war Kleinuhrmacher und Graveur auf Hohensalzburg; dieser war ein Vetter Albert Nagnzauns. Nagnzauns Bruder Michael (1789–1860) wurde ebenfalls Benediktiner und war als Seelsorger und Musiker in Salzburg, Kärnten und Wien tätig.
Als Zehnjähriger kam er im Jahre 1787 als Sängerknabe in das Konvikt des Stiftes Sankt Peter und trat am 24. Oktober 1795, nachdem er auch als Sängerknabe im Salzburger Dom tätig gewesen war, in das Kloster ein. Am 21. November 1798 legte er hier seine feierliche Profess ab. Nach seinem Studium der Philosophie, der Mathematik und Französisch im Kloster bei den Lehrern Ambros Vonderthon, Wolfgang Hagenauer und Constantin Le Priol und einem Theologiestudium an der Universität Salzburg wurde er am 28. Februar 1801 zum Priester geweiht, ehe er am 22. März 1801 seine Primiz feierte. Daraufhin studierte er Kirchenrecht und von 1802 bis 1804 zudem Orientalische Sprachen. Während dieser Zeit wurde er am 27. Juli 1803 auch Kurat. Abt Dominikus ermöglichte Nagnzaun 1804 zur Erweiterung seiner archäologischen Kenntnisse eine Reise nach Italien. Seine Studien zum Kirchenrecht setzte er in den Jahren 1804 bis 1806 in Rom fort und wandte sich neben den archäologischen Studien unter der Anleitung des Cassinensermönches Carlo Altieri weiter den Orientalischen Sprachen zu. Nach seiner Rückkehr im Juni 1806 studierte er wieder in der Heimat und gab seinen jüngeren Mitbrüdern Vorlesungen in der Dogmatik. Im Jahre 1808 wurde er an der katholischen Fakultät in Salzburg zum Doktor der Theologie und im selben Jahr zum Doktor der Philosophie promoviert.
Noch im selben Jahr diente er als Supplent für den augenkranken Johannes Evangelist Hofer an der Universität Salzburg, wo er Bibelwissenschaften und Orientalische Sprachen lehrte, wobei Jakob Philipp Fallmerayer einer seiner Schüler war. Nachdem die 1622 als Benediktineruniversität gegründete Lehranstalt im Jahre 1810, nach der Angliederung Salzburgs an das Königreich Bayern, aufgehoben worden war, wurde Nagnzaun Seelsorger und Kooperator in der Stiftsparre St. Stephan in Wien-Dornbach. 1816 wurde er nach Salzburg ins Stift zurückberufen, um als Novizen- und Klerikermagister zu wirken, kehrte aber bald in die Dornbacher Pfarre zurück, wo er ab November 1816 als Pfarrer fungierte. 
Am 15. Dezember 1818 wurde er zum Abt von Sankt Peter gewählt und wurde am 23. Jänner 1819 benediziert. Noch im Jahr seiner Abtwahl wurde er zum Direktor des Salzburger Gymnasiums ernannt und kümmerte sich als Abt im Speziellen um die Landschulen des Stiftes St. Peter. Von 1830 bis 1841 war er zudem für das finanziell unsichere Frauenkloster am Nonnberg vom Erzbischof zum Administrator ernannt worden. Unter Nagnzauns Amtszeit, die bis zu seinem Tod im Jahre 1856 dauerte, wurde neue Pfarrhöfe und Schulen errichtet, sowie zahlreiche Gebäude restauriert. Des Weiteren vermochte er die zerrütteten Finanzen des Stiftes zu ordnen.

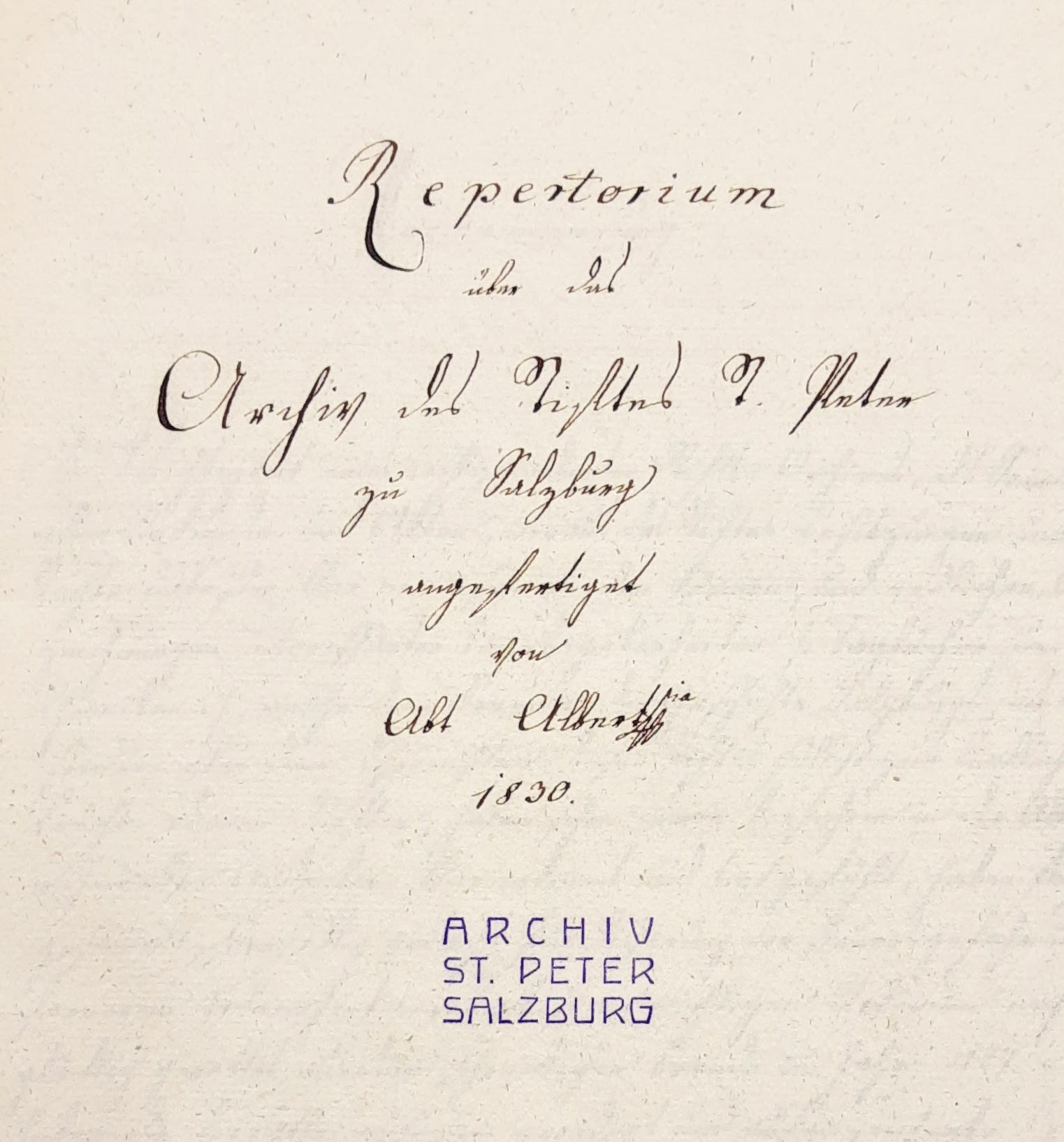
Nagnzauns Findbuch für das Archiv (1830)

Nagnzaun bemühte sich um das Archiv des Klosters, für das er mehrere große Sammlungen erwarb und ein fünfbändiges Repertorium anlegen ließ. Von Regierungsrat Joseph Felner erwarb er im Jahr 1825 dessen umfangreiche Manuskriptensammlung und Bibliothek; noch heute sind Teile davon in den Sammlungen von St. Peter verwahrt. Hinzu kam eine beachtliche Sammlung aus dem Besitz von Johann Andreas Seethaler, der als Vater der Salzburger Archäologie bekannt ist und die Mineraliensammlung des Stiftes erweitert. Dabei sammelten die beiden viele Mineralien selbst bzw. tauschten sie mit Fachkollegen oder erwarben sie käuflich. Eine große Sammlung mit rund 10.000 Einzelstücken stammte vom Regierungsrat und Montanisten Kaspar Melchior Schroll, die Nagnzaun für das Stift käuflich erwarb. Im Laufe der Jahre wurde die Sammlung einer der bedeutendsten in ganz Österreich.
Abt Albert gilt er als Begründer des Naturalienkabinets des Stiftes – einer Ausstellung über sämtliche im Land Salzburg vorkommenden Pflanzen, Vögel und anderen Tieren. Da die naturhistorischen Anlagen und Sammlungen sehr schnell heranwuchsen, entstanden schon bald Platzprobleme. Durch Kaiser Franz I. erhielt er die Möglichkeit der Benützung der Galerie des kaiserlichen Residenzgebäudes in Salzburg zum Ausstellen der naturhistorischen Sammlungen. 
Unter Nagnzauns Führung erhielten Teile des Klosters eine biedermeierliche Prägung. Als Verehrer Michael Haydns ließ er für den 1806 verstorbenen Komponisten 1821 ein nach einem eigenen Entwurf errichtetes Denkmal in der Stiftskirche von St. Peter setzen.
Am 29. September 1856 um etwa 15 Uhr starb Nagnzaun völlig erblindet im Alter von 78 Jahren an Altersschwäche in Salzburg. Noch vor seinem Tod war Nagnzaun – ohne Erfolg – in München operiert worden; auch ihn Wien vermochte man ihm nicht zu helfen. Zum Zeitpunkt seines Todes war er Jubelpriester, fürsterzbischöflicher geistlicher Rat und Propst zu Wieting. Die Beisetzung fand am 6. Oktober 1856 ab 8 Uhr in der Gruft der Stiftskirche statt. Beim vielbesuchten Begräbnis nahm Abt Thomas Mitterndorfer von Kremsmünster die Leichensegnung vor. Am 7. und 8. Oktober 1856 wurden zwei weitere Seelenämter abgehalten.
Nagnzaun wurde von zahlreichen namhaften Künstlern porträtiert; darunter Josef Kriehuber, der ihn nicht nur 1835, sondern bereits früher malte, etwa im Jahr 1818 in einem 66,5 × 63 cm großen Ölgemälde auf Leinen mit einem vergoldeten Ochsenaugenrahmen von Barbara Krafft.